# Ngày Thuần Chay Thế Giới
Ngày thuần chay thế giới là một sự kiện thường niên được tổ chức bởi những người thuần chay trên khắp thế giới vào ngày 1 tháng 11. Những lợi ích của việc ăn thuần chay đối với con người, động vật và môi trường tự nhiên được tôn vinh thông qua các hoạt động như thiết lập quầy hàng, tổ chức potlucks (là một buổi tụ họp chung, nơi mỗi khách hoặc nhóm đóng góp một món ăn khác nhau, thường là thức ăn tự làm để chia sẻ) hay trồng cây tưởng niệm. Sự kiện được thành lập vào năm 1994 bởi Louise Wallis, trước đó chủ tịch của Hiệp hội Thuần Chay tại Vương quốc Anh kỷ niệm 50 năm ngày thành lập của tổ chức và cho ra đời thuật ngữ "thuần chay" và "chủ nghĩa thuần chay". Phát biểu vào năm 2011, Louise Wallis nói: "Chúng tôi biết hội được thành lập vào tháng 11 năm 1944 nhưng không rõ ngày chính xác, vì vậy tôi quyết định đi vào ngày 1 tháng 11, một phần vì tôi thích ý tưởng về ngày này trùng với Samhain / Halloween và Ngày của người chết - thời gian truyền thống cho lễ kỷ niệm và ăn uống."
Đây là một phần của Tháng Nhận thức Ăn chay Thế giới (World Vegetarian Awareness Month), bắt đầu bằng Ngày Ăn chay Thế giới vào ngày 1 tháng 10 và kết thúc bằng Ngày Thuần chay Thế giới vào ngày 1 tháng 11.

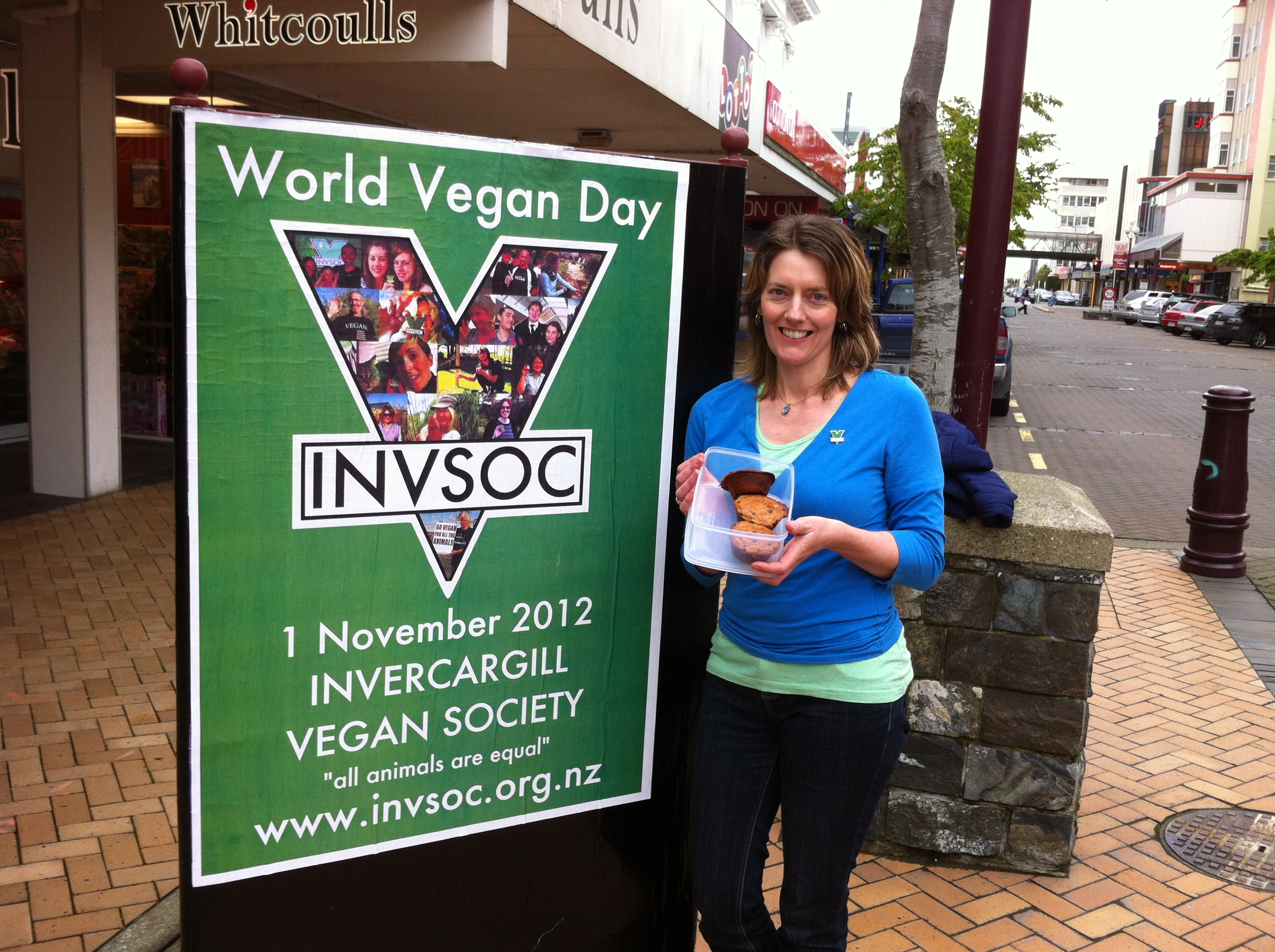
Một nhà hoạt động thuần chay giới thiệu bánh nướng bằng một áp phích đường phố ngày thuần chay thế giới

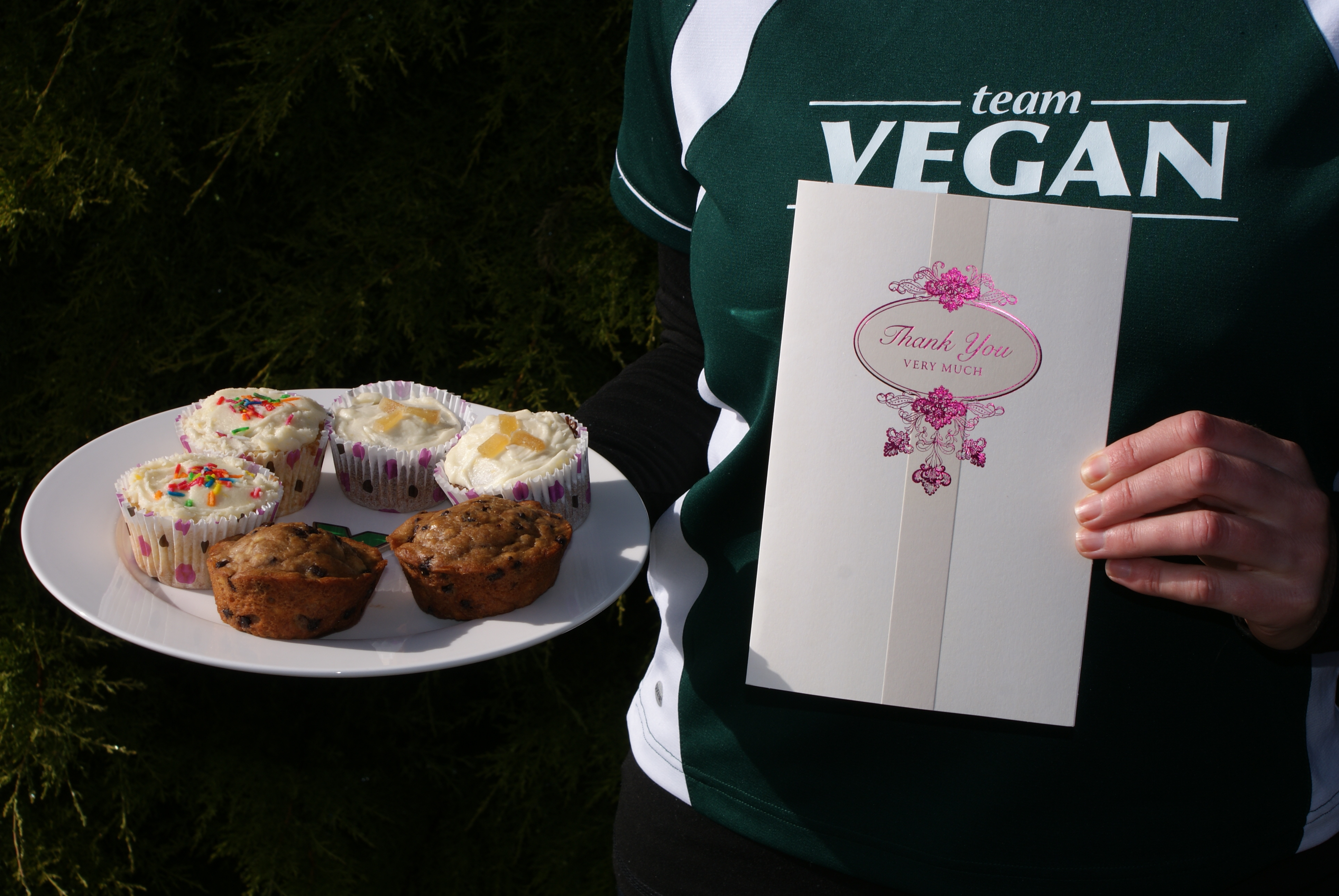
Những người ủng hộ động vật thể hiện sự biết ơn đến các doanh nghiệp thuần chay thân thiện cùng với bánh nướng và những thẻ cảm ơn bạn

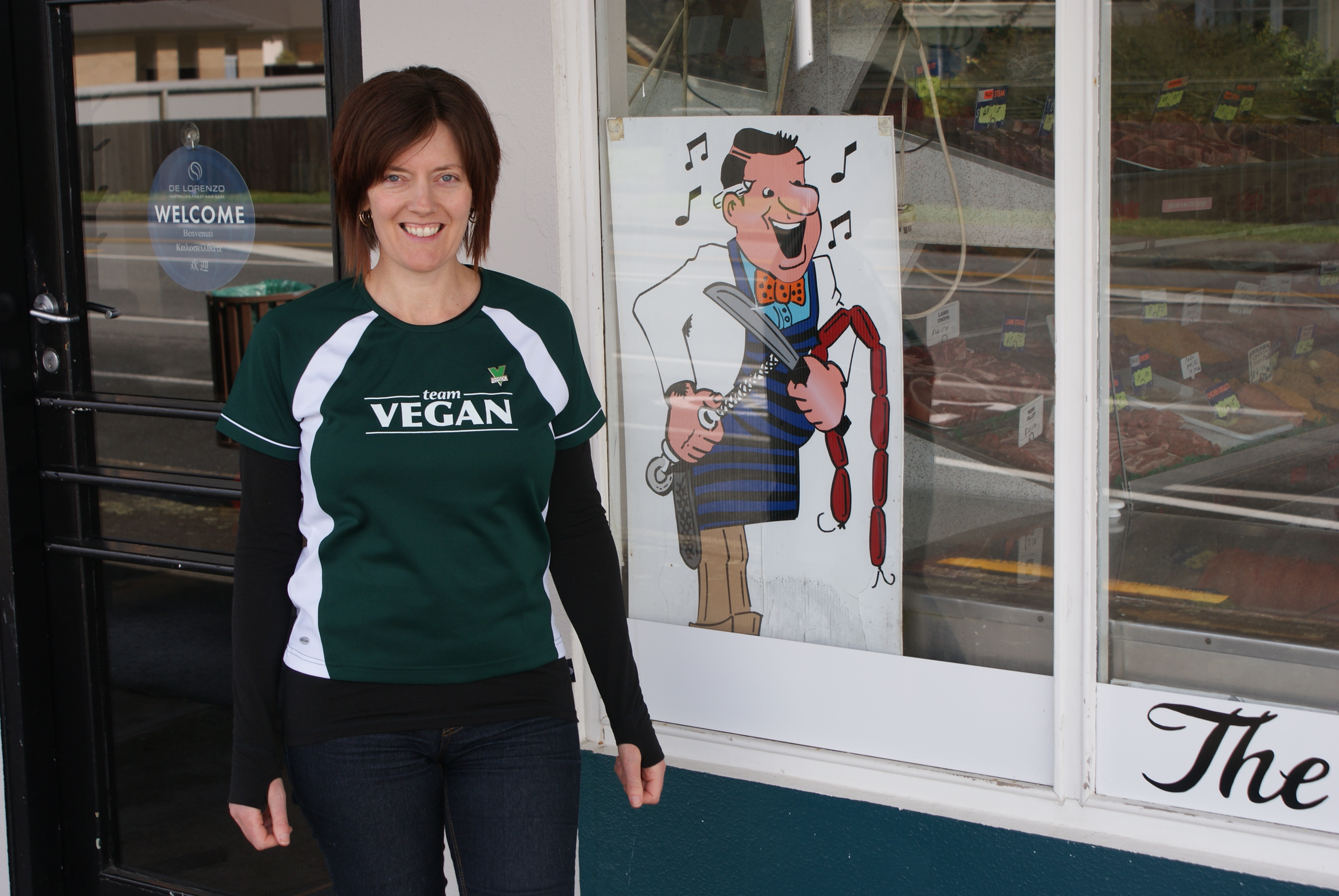
Các nhà hoạt động thuần chay đến thăm những người bán thịt địa phương để tặng họ món đậu phụ.

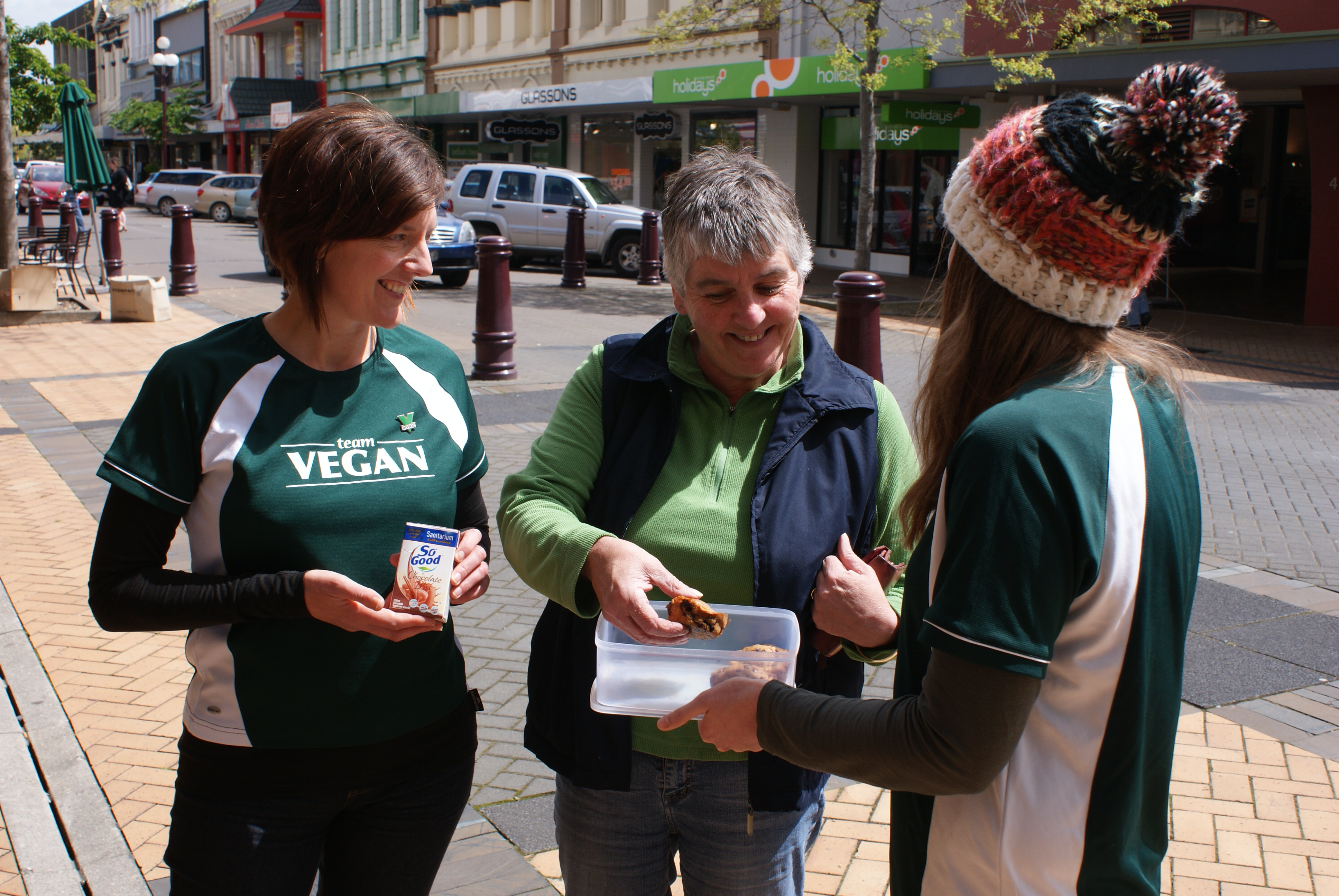
Người ăn chay giới thiệu sữa đậu nành cùng với bánh nướng xốp sô cô la chuối trên đường phố

## Châu Âu

### Đức
- Một số sự kiện khác nhau được kỷ niệm trong các thành phố đô thị.[3]

## Châu Đại Dương

### Úc

#### Thành phố Adelaide
- Adelaide kỷ niệm ngày thuần chay thế giới hàng năm vào chủ nhật tháng 11. Lễ hội thuần chay đầu tiên được tổ chức vào ngày 4 tháng 11 năm 2007. Sự kiện có thể diễn ra vì nhiều tình nguyện viên cá nhân và các thành viên của các tổ chức khác nhau. Kas Ward đã tạo ra lễ hội thuần chay ở Adelaide và là điều phối viên những sự kiện chính. [cần dẫn nguồn]
- M.A.D FREE Weekend ở Adelaide kỷ niệm ngày thuần chay thế giới trong tháng 11. 13-15 tháng 11 năm 2009.[4]

#### Thành phố Melbourne
Kể từ năm 2003 ngày thuần chay thế giới được tổ chức tại Melbourne vào chủ nhật cuối cùng của tháng Mười. Sự kiện này được khởi xướng bởi các thành viên của nhóm xã hội thuần chay Vegans Unite và hiện được tổ chức bởi một ủy ban liên kết với Vegetarian Victoria. Các quầy hàng bao gồm Lentil as Anything, Invita Living Food, Animal Australia, Aduki Independent Press, Eco-shout Melbourne, Vegan Society of Australia, ALV, Melbourne University Food Co-op, Lush Australia và Eco store 

#### Thành phố Sydney
Nhà máy rượu của Gazebo ở Surry Hills giữ tổ chức sự kiện thường niên đầu tiên tại Sydney vào Chủ nhật đầu tiên của tháng 11.

### New Zealand

#### Thành phố Invercargill
- Hiệp hội thuần chay Invercargill ở Invercargill, New Zealand đã kỷ niệm Ngày thuần chay thế giới từ năm 2011 [6] Nhóm thuần chay phía cực nam của thế giới vào ngày thuần chay thế giới 2012, họ đã tặng đậu phụ cho những người bán thịt, đặt áp phích quanh thành phố của họ, tặng bánh nướng xốp thuần chay ở trung tâm thành phố và tổ chức một bữa ăn tối nhóm. Lễ kỷ niệm ngày thuần chay thế giới 2013 gồm những chuyến viếng thăm các cửa hàng bán thịt, tặng sữa đậu nành và bánh nướng thuần chay quanh trung tâm thành phố. Các nhà hoạt động thuần chay đã được đưa vào bản tin thời sự của CUE TV, và đã tặng một đồ chơi mềm con chó cho một nhà máy bảo quản da động vật. Một bữa ăn tối potluck cũng được tổ chức tại thư viện công cộng Invercargill lúc mặt trời lặn.[7]

## Châu Mỹ

### Hoa Kỳ

#### Thành phố Boston, Massachusetts
- Lễ hội Boston Vegetarian Food thường niên (tất cả các ngày cuối tuần), thực phẩm thuần chay miễn phí (hàng ngàn người tham dự) được tài trợ hàng năm hiện tại bởi Boston Vegetarian Society.[8]

### Uruguay

#### Thủ đô Montevideo
- Cuộc gặp hàng tháng của liên hiệp người Uruguay thuần chay và chay vào cuối tháng 10 (18:00 giờ địa phương) bao gồm thức ăn thuần chay miễn phí, thăm hỏi thông tin, tụ họp. [cần dẫn nguồn]